# Karel De Bondt
Karel De Bondt (22 augustus 1888 in Evergem - 2 oktober 1973 in Drongen) was een Belgische kunstschilder en architect. 

## Leven
Karel is de zoon van Ferdinand Eduard en Christina Dohmen (uit Rijnland (Duitsland) afkomstig). Zijn vader was een huisschilder afkomstig uit Sint-Niklaas die zich in Evergem had gevestigd en later (in 1891) in Gent.
Na zijn middelbare studies aan het Sint-Amanduscollege (Gent) ging hij naar  de Koninklijke Academie voor Schone Kunsten van Gent om er Beeldende kunsten en Architectuur te studeren.
Hij huwde Augusta Barbara Charlotte Hanssens, en Gentse violiste en woonde in een hoevetje aan de Leie in Afsnee, maar verhuisde op het einde van zijn leven naar Drongen. Hij is wel begraven in Afsnee.

## Werken

### Schilderijen

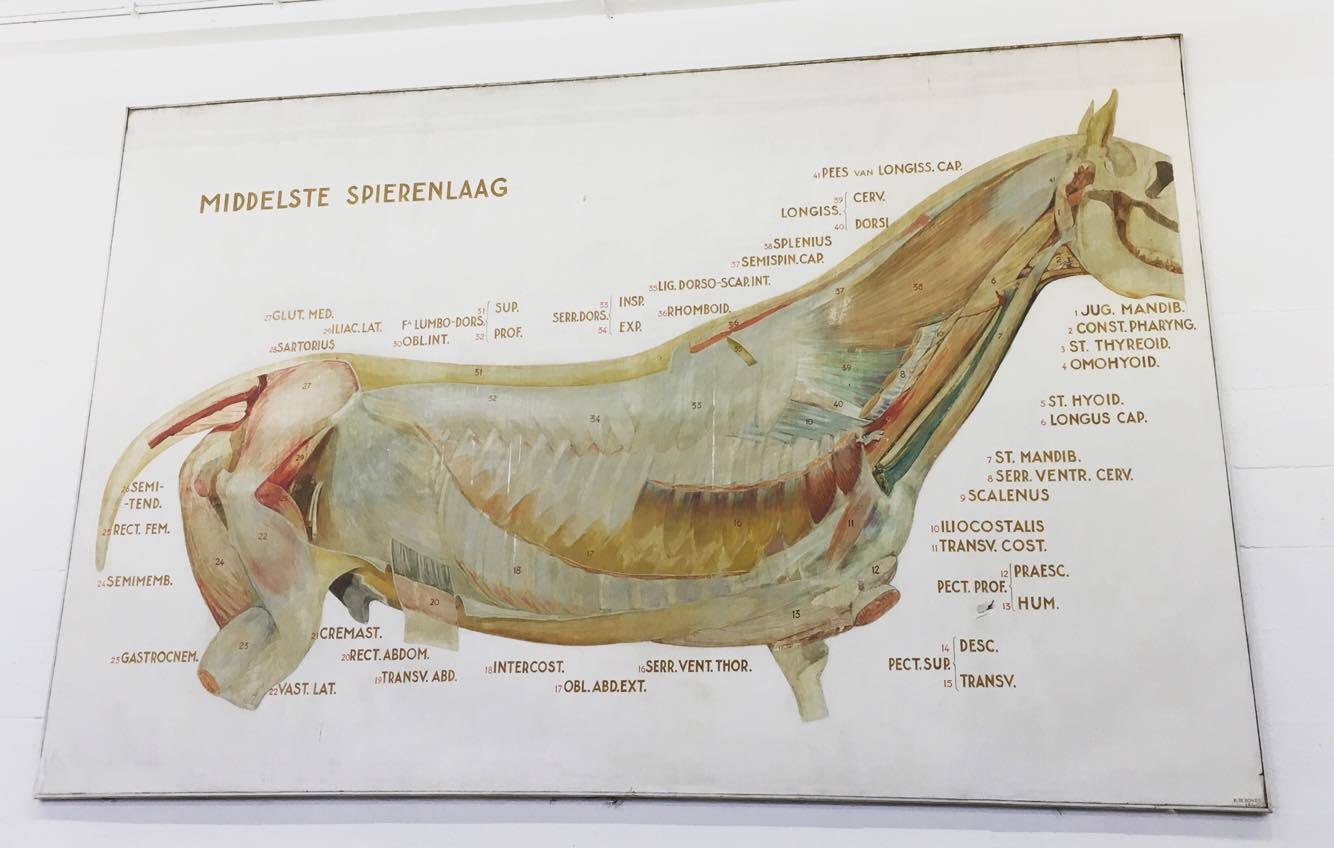
Middelste spierlaag van het paard door Karel de Bondt

Hij was een erg actieve schilder en schilderde (olieverf op doek of aquarel) voornamelijk landschappen (Leieschilder) en portretten, maar ook paarden, allegorisch en religieus werk: hij schilderde onder andere een kruisweg. Zijn werk leunt vooral aan bij het impressionisme.
Cyriel Verschaeve omschreef hem als ‘de dichter met het penseel’.
Een van zijn eerste opdrachten was een schilderij voor de ingangshal van de  Wereldtentoonstelling van 1913 in Gent.
Zijn vriend professor Frans Daels  bezorgde hem verschillende opdrachten aan de Universiteit Gent, waar hij als anatomisch tekenaar verbonden was. 
Daarnaast is hij eveneens bekend om zijn schilderijen over de IJzersymbolen.
Hij nam deel aan talrijke tentoonstellingen in binnen- en buitenland (Parijs, Genève, Amsterdam).

### Gebouwen
- In 1921 won hij de wedstrijd uitgeschreven door het stadsbestuur van Leuven voor de bouw van een Oorlogsmonument voor de slachtoffers van de Eerste Wereldoorlog.Kaaskerke - IJzertoren - Paxpoort en crypte

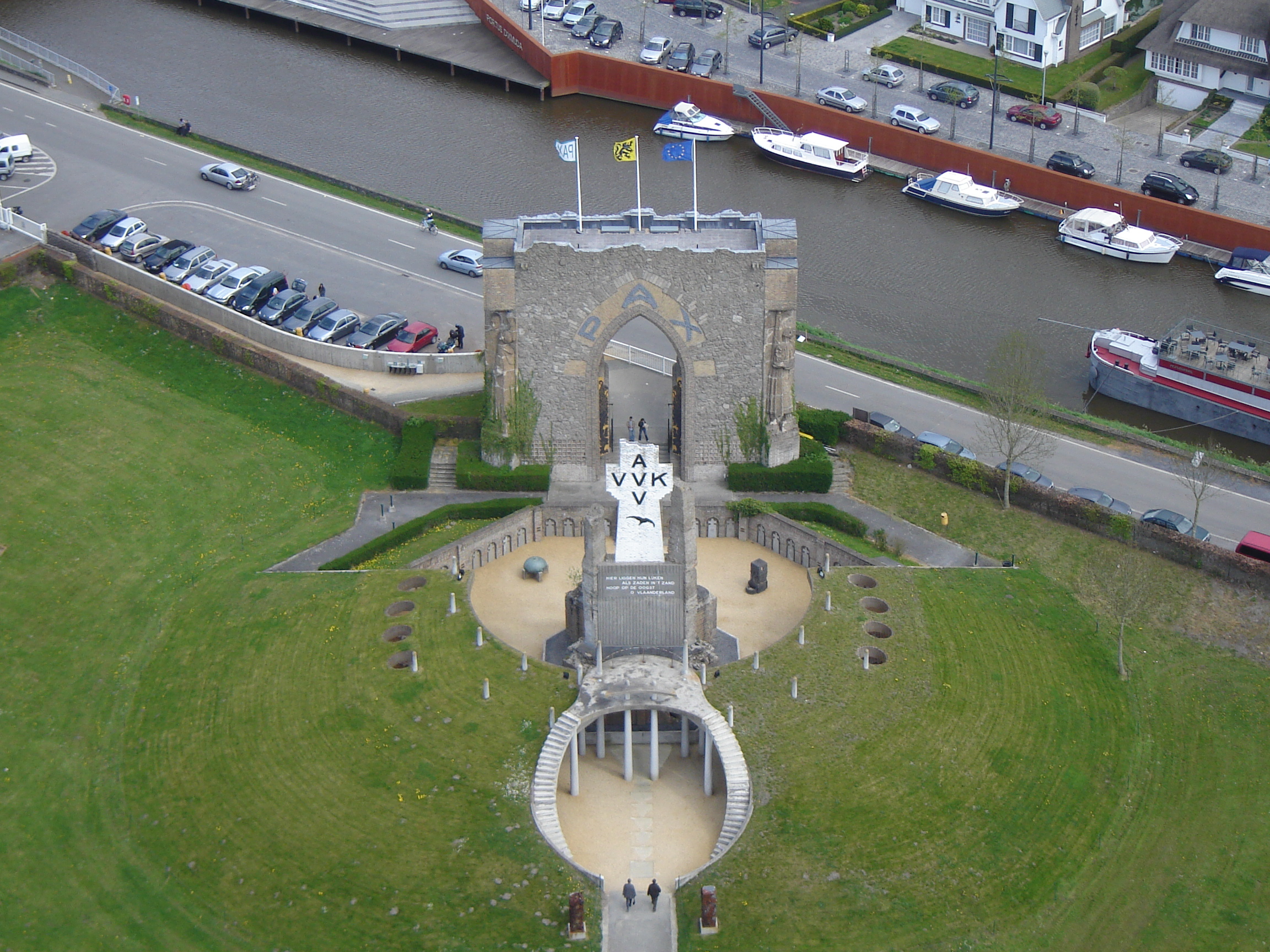
Kaaskerke - IJzertoren - Paxpoort en crypte

- In 1933 was hij samen met zijn broer Jan de Bondt sr. (conducteur van Bruggen en Wegen) de ontwerper van het gedenkteken van de gebroeders Van Raemdonck in Steenstrate.
- In 1949 ontwierp hij met zijn broer Jan ook de Paxpoort (die werd opgebouwd met het puin van de vernielde eerste IJzertoren en de hoofdingang van en de toegangspoorten tot de grafkamers van de IJzertoren.

## Trivia
- In Drongen is een Karel de Bondtlaan.
- In 1988 had in het Toreken in Gent een Herdenkingstentoonstelling plaats.